# Erdészeti palota (Miskolc)
Az Erdészeti palota vagy más néven az Erdőigazgatóság székháza Miskolcon a Deák tér 1. szám alatt található. Az épület egyedi homlokzatával meghatározója a tér összhangjának, és építészetileg egyedülálló Miskolcon és az országban egyaránt. Az épületet legutolsó felújítására 1996-ban került sor.

## Története

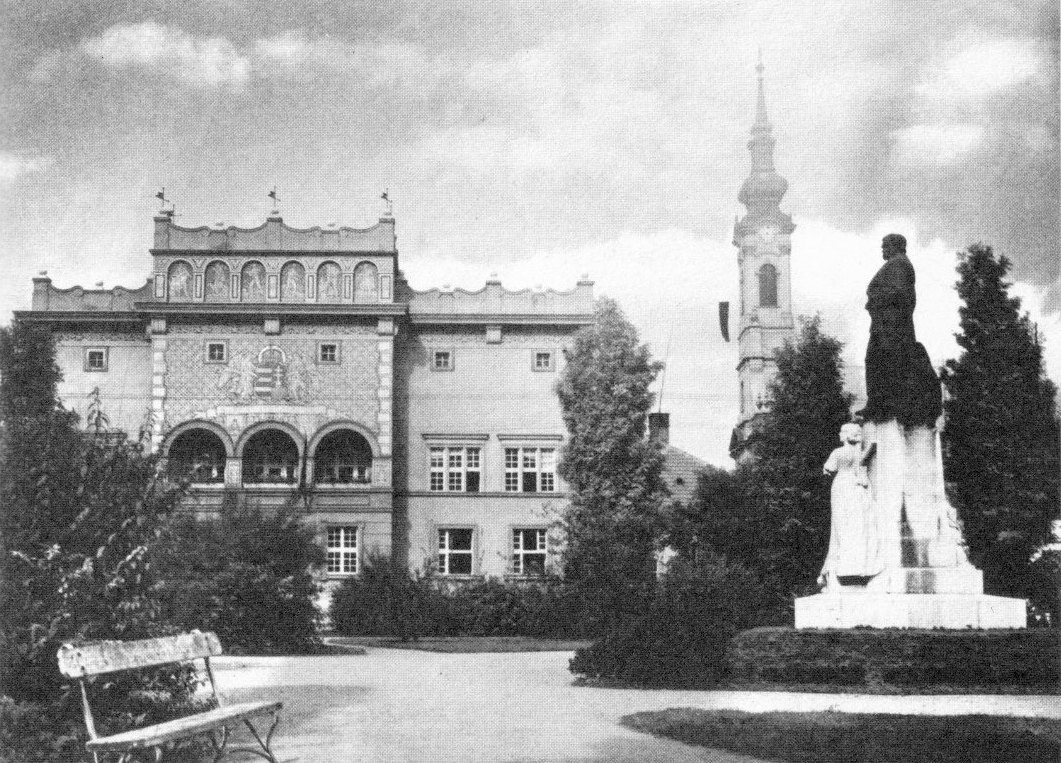
A Deák tér 1928-ban

Az erdőigazgatóságot  mint hivatalt 1924-ben szervezték meg Miskolcon, melynek feladata Borsod, Gömör és Kishont, Heves, Abaúj-Torna és Zemplén vármegyék erdeinek igazgatása és állami ellenőrzése volt.
Az erdőkincstári palota építéséhez 1927-ben kezdtek hozzá és annak terveit Lehoczky György és Papp Sándor készítették. Az épület kivitelező építész ugyancsak Papp Sándor volt. Az épületet a Földművelésügyi Minisztérium kezdeményezésére és támogatásával emelték. A palota teljes egészében 1929-re készült el.
Az építészek Magyarország területveszteségeire utalva a felvidéki késő reneszánsz stílusában tervezték. Sokszor említik, hogy az épület a lőcsei Thurzó-ház utánzata, de ez téves, hiszen az csak ihletője a miskolci épületnek, ugyanis csak annak mintájára készült.
1939-ben a palota bővítésére került sor. A Tárkányi Béla utcai frontot egyemeletes épületrésszel és ahhoz kapcsolódó magasabb szárnnyal toldották meg ugyanolyan stílusban.
Az épület kapubejárójának jobb oldalán gótikus, keretelt, fekete márványból készül lándzsaíves emléktábla hívja fel a figyelmet az építés idejére:
ÉPÜLT
Ő FŐMÉLTÓSÁGA
NAGYBÁNYAI VITÉZ HORTHY MIKLÓS
KORMÁNYZÓSÁGA ALATT
GRÓF BETHLEN ISTVÁN MINISTERELNÖK
MAYER JÁNOS FÖLDMÜVELÉSÜGYI MINISTER
PFEIFFER GYULA MINISTERI TANÁCSOS, RENDÉSZETI FŐOSZTÁLYFŐNÖK
MŰKÖDÉSE IDEJÉBEN.
MCMXXVII-MCMXXVIII.

## Leírása
A kétemeletes palota déli főhomlokzatán a középtengelytől kissé balra eltolva loggiás rizalit lép előre, mely csehsüvegboltozatokkal fedett. Az erőteljesen hangsúlyozott koronázópárkány feletti hullámos attikájának hat (3-3) fülkéjében az erdőgazdálkodással az erdővel való gondoskodással és az erdőhasználattal foglalkozó, azokat jelképező egész alakos figurák vannak. A koronázópárkány alatti frízen vannak a párkányt tartó konzolok, melyeket a három-három fülke szélein szélesebb, a fülkenyílásokat tagoló és elválasztó részek vannak. Ezek felett a hullámos attika két részre osztható, az ezeket egymástól elválasztó lizénák tetején a gömbdíszen zöld színű vaszászlókat helyeztek el, melyek szívdísszel áttörtek. A négyoszlopos, boltíves loggia felett nagyméretű szimmetrikus kompozíció van, melyben két mozgalmasan rajzolt lebegő angyal tartja a dicsfénnyel díszített koronás kiscímer barokkos pajzsát. Alatta mindkét oldalon kétszer tört szalagdísz fut végig, benne „ERDŐIGAZGATÓSÁG” felirattal. Ezek alatt pedig, az ívközök által határolt háromszögben balról Miskolc és Borsod vármegye egyszerű, díszítés nélküli címerpajzsa van. A koronázópárkány alatt gazdag, növényi elemekből komponált fríz fut végig az épület teljes egészén. Ezeken a frízeken konzolok vannak, melyek látszólag a koronázópárkány tartó funkcióját végzik. A rizalit közepén nyílik az épület főbejáratának kapuja, melynek két oldalán egy-egy egyenes záródású, keretelt ablak van. A rizalit e földszinti traktusát vízszintes falsávok tagolják. Efelett egy párkány osztja meg a földszinti részt a padlószint vonalában. Felette a boltnyílásokkal megegyezően keretelt faltükrök vannak. A középső  két oszlop alatti részén egy-egy zászlótartó kapott helyet. Az oldalsó axisok különbözőek, mert a bal oldali csak egy-, a jobb oldali pedig kéttengelyes. Tehát az épület főhomlokzata aszimmetrikus. Az épület bal oldalsó axisának földszintjén az ablak melletti emléktábla a helyreállítást örökíti meg, melyen a következő olvasható:
Az épület a
MAGYAR KIRÁLYI ERDŐIGAZGATÓSÁG
székházának épült 1927-1929 között
Lehoczky György tervei alapján
Papp Sándor kivitelezésében
Helyreállíttatta az
Észak-Magyarországi Erdőgazdasági RT. a
Földművelésügyi Minisztérium
támogatásával
1995-1996. évben
Ezek a földszinti ablakok mind egyenes záródásúak, és két konzollal alátámasztott könyöklőpárkányuk van. Felettük az első emeleten három részre osztott ablakok találhatóak egyenes szemöldökdísszel, alsó részükön az övpárkánnyal. Az épület tetejét a magas falazat rejti. Ennek jelei az emeleti ablakok feletti kisméretű négyzetes ablakok. Ugyanilyen kis ablakok vannak a rizaliton is.
Az épület délnyugati sarkán áll a Patrona Hungariae szobor. A Madonna lábainál lévő tövisbokorral átfont országcímer a trianoni gondolatra utal. A szobor eredetije Betlen Gyula és Gabay Sándor nevéhez köthető, a mai alkotás másolat, Kovács István és felesége, miskolci kőszobrász- és restaurátorok munkája.